# 麥嘜

主角麥嘜

《麥嘜》系列故事是一套香港漫畫，由謝立文撰寫，麥家碧繪畫。故事主要圍繞一頭卡通豬麥嘜為主，其自1988年起便在香港漫畫裏登場。《麥嘜》故事內容簡單，但富有意義，場景別具香港本土特色，而故事中的對話大多以廣東話寫成，題材則為香港的時事與瑣事，因此大受香港人歡迎。

## 歷史
早期的《麥嘜》系列故事先在《明報周刊》的彩頁出現，每期以兩全版刊登一個故事，對象是成年知識分子。後來適合兒童閱讀的題材同時在《明報周刊》附送的《小明周》上刊登。隨著故事結集的出版，《麥嘜》系列故事開始普及化和受歡迎。至1993年《星期天周刊》創刊，作者二人隨《明周》知遇者雷偉坡過檔，全力發展兒童雜誌《黃巴士》，隨《星期天周刊》附送。其後《星期天周刊》於1995年3月停刊，《黃巴士》一度消失於市。至1996年，《黃巴士》獲得資助獨立創刊，兩年後改以雙周刊的形式出版，之後改成月刊形式出版，為提高吸引力，不時附送精品，主要為與《麥嘜》系列故事題材相關，例如麥嘜吹氣相架，春田花花小學生字簿等。至於雜誌內容就跟一般兒童雜誌不大相同，頗有成人世界的深度和闊度，表達形式也與成年人的雜誌相似。麥嘜走紅，與其琳瑯滿目的文具和精品及後來的電影不無關係。因此，亦有讀者認為麥嘜已經變得太商業化。
約1997年，由於資助《黃巴士》的百樂門出版集團出現財政問題，要把虧蝕的雜誌賣掉，而《黃巴士》便是其中之一。所以麥家碧、謝立文等有心人便在1998年成立非牟利的春田花花教育基金，接手出版《黃巴士》。春田花花教育基金成立目的，是資助《黃巴士》及其他從事兒童創作的個人和團體。而因著謝和麥二人決定將重心全部放至發展麥兜系列電影之上，《黃巴士》中有關麥嘜系列的內容亦不斷減少。

## 設定
《麥嘜》的名稱源自故事中的主人翁——「麥嘜」。據作者解釋，「麥嘜」名字是個雙關語。含意一來自「豬嘜」（香港俗語，形容有些傻、笨的人，非貶意）。因繪畫者姓麥（麥家碧），故改姓麥。另一含意是「豬嘜」發音接近英文「Dreamer」（做夢者）。作者稱希望所有人都不怕傻、笨，都愛做夢，追求夢想。
因著誕生年代盛行動漫角色只作基本設定，再投入淡化前文後理與時間點的背景中，麥嘜的性格發展亦沒有一種定性——時而很有文學修養，能滔滔不絕說莎士比亞；時而只是一頭頭腦簡單的家豬，觀察寄養家庭的生活片段和有所幻想。這些風格使牠與被定性為「蠢蠢地」和投入都市基層生活的表哥麥兜，有著根本性的的分別。後來因著麥兜思考模式的設定較貼近當下小朋友，以及有較多過去的故事未被發掘，兩者的主配角地位於2000年代起被對調。麥嘜自2002年電視動畫《麥嘜春田花花幼稚園》後再無主力擔綱作品，僅餘其角色形象在系列商品出沒。

## 故事情節
麥嘜原本是大嶼山豬場裏的一頭豬，有一晚雷電交加，豬場的豬都走散了。其後，當時在大嶼山旅遊的爸爸和媽媽（從前為俠盜「俠侶北北蟬」）發現了只有一個月大的麥嘜，並把牠帶回市區收養，和家裏的兩名孩子達達和緣緣生活。
麥嘜有位叫麗莎的筆友，她是頭野豬，長得不太漂亮但善解人意，有很久的將來亦似乎成為夫妻。
麥嘜在大角嘴的春田花花幼稚園和其他動物上課。牠的同學有：
- 雄性家貓得巴：一只白色的猫，也是麦兜的好朋友。得巴有一頂黄色和红色的相间的帽子，头上有三绺黄毛。
- 心地善良的鵝菇時
- 最可愛溫柔的烏龜阿輝
- 雌性牛阿May
- 經常和阿May分享減肥心得的雌性河馬阿June
- 一位豬同學、他的表哥麥兜

牠們的班主任是位叫做Miss Chan的人類。春田花花幼稚園的校長也是人，而且長得和故事裏眾多其他人類角色一模一樣。幼稚園的校訓是「吾德物賜」，是作者取「吳德物次」牌「肥仔水」（嬰兒腸痛水）諧音而成的；而當中的「德」及「物」二字亦剛好幽香港大學校訓「明德格物」一默。而春田花花幼稚園的校歌頭段，則寄調自《國際歌》，再填上粵語諧音的歌詞。
麥嘜剛「出道」的時候，故事大部分情節都圍繞麥嘜家裏的種種情境。後來焦點漸漸轉移到春田花花幼稚園、麥嘜和一眾同學上下課時的事。不過在面向成年人的內容中，幼稚園的設定普遍並不適用，亦沒有特別設定新的時點去切合較成熟的說話風格。

## 畫風
《麥嘜》故事由謝立文撰寫，麥家碧繪畫。謝立文曾在澳洲留學，並受當地漫畫家麥可‧盧尼的風格影響。麥家碧則畢業於當時的香港理工學院。兩者合作造就了《麥嘜》作品中，以絢麗的水彩顏色搭配簡單線條的美術風格。

## 《麥嘜》系列結集

### 漫畫
- 《麥嘜成年人童話》
- 《麥嘜天空飛豬》
- 《麥嘜恐龍戀曲》
- 《麥嘜三隻小豬》
- 《麥嘜絨裡手套》
- 《麥嘜青春舞曲》
- 《麥嘜舊歡如夢》
- 《麥嘜詩畫選》
- 《麥嘜感人至深小故事》
- 《麥嘜算憂鬱亞熱帶》
- 《麥嘜微小小說》
- 《春天花花幼稚園》
- 《麥嘜春田花花》
- 《麥嘜格格漫畫 (1)》
- 《麥嘜漫畫 - Sampler》
- 《麥嘜無聊才玩遊戲集》

### 電影
- 《麥兜故事》（2001年）
- 《麥兜菠蘿油王子》（2004年）
- 《春田花花同學會》（2006年）
- 《麥兜噹噹》（2009年）
- 《麥兜噹噹伴我心》（2012年）
- 《麥兜我和我媽媽》（2014年）
- 《麥兜·飯寶奇兵》（2016年）

### 相關電影
- 《春田花花同學會》（2006年）

### 電視
- 《麥兜與麥嘜》（1997-1998年）
- 《春田花花中華博物館》（2006年）

### 舞台劇
- 《麥嘜，尋找隱形俠》（中英劇團）

## 外部連結
- 麥嘜麥兜官方網站 （页面存档备份，存于）
- 春天花花幼稚園校歌
- 春天花花中華博物館 （页面存档备份，存于）
- 麥家碧訪問...聲音 （页面存档备份，存于）
- 麥嘜辦公室(VIDEO) （页面存档备份，存于）